# Наружная яремная вена
Наружная яремная вена (лат. vena jugularis externa) — одна из трёх пар яремных вен.

## Топография
Меньше по диаметру чем самая крупная из яремных вен, располагается в подкожной клетчатке, начавшись позади ушной раковины на уровне угла челюсти из области позадичелюстной ямки, идёт, покрытая подкожной мышцей шеи (лат. m. platysma), по передней поверхности шеи, в нижних отделах отклоняясь латерально (пересекая задний край грудино-ключично-сосцевидной мышцы примерно на уровне его середины). Достигнув заднего края грудино-ключично-сосцевидной мышцы, вена вступает в надключичную область и внизу прободает собственную фасцию и впадает в подключичную вену (лат. subclavia). Эта вена хорошо контурируется при пении, крике или кашле, собирает кровь от поверхностных образований головы, лица и шеи; иногда используется для катетеризации и введения лекарственных средств.

## Притоки
Позади ушной раковины в наружную яремную вену впадают следующие вены:
- Задняя ушная вена (лат. v. auricularis posterior), собирает венозную кровь из поверхностного сплетения, располагающегося позади ушной раковины. Она имеет связь с v. emissaria mastoidea.
- Затылочная вена (лат. v. occipitalis), собирает венозную кровь от венозного сплетения затылочной области головы, которая кровоснабжается одноимённой артерией. Она впадает в наружную яремную вену ниже задней ушной. Иногда, сопровождая затылочную артерию, затылочная вена впадает во внутреннюю яремную вену.
- Надлопаточная вена (лат. v. suprascapularis), сопровождает одноимённую артерию в виде двух стволов, которые соединяются и образуют один ствол, впадающий в концевой отдел наружной яремной вены или в подключичную вену.